# Прец (Штралзунд)
Прец (њем. Preetz) општина је у њемачкој савезној држави Мекленбург-Западна Померанија. Једно је од 64 општинска средишта округа Нордфорпомерн. Према процјени из 2010. у општини је живјело 983 становника. Посједује регионалну шифру (AGS) 13057067.

## Географски и демографски подаци
Прец се налази у савезној држави Мекленбург-Западна Померанија у округу Нордфорпомерн. Општина се налази на надморској висини од 8 метара. Површина општине износи 14,2 km². У самом мјесту је, према процјени из 2010. године, живјело 983 становника. Просјечна густина становништва износи 69 становника/km².